# Woud van Chimay

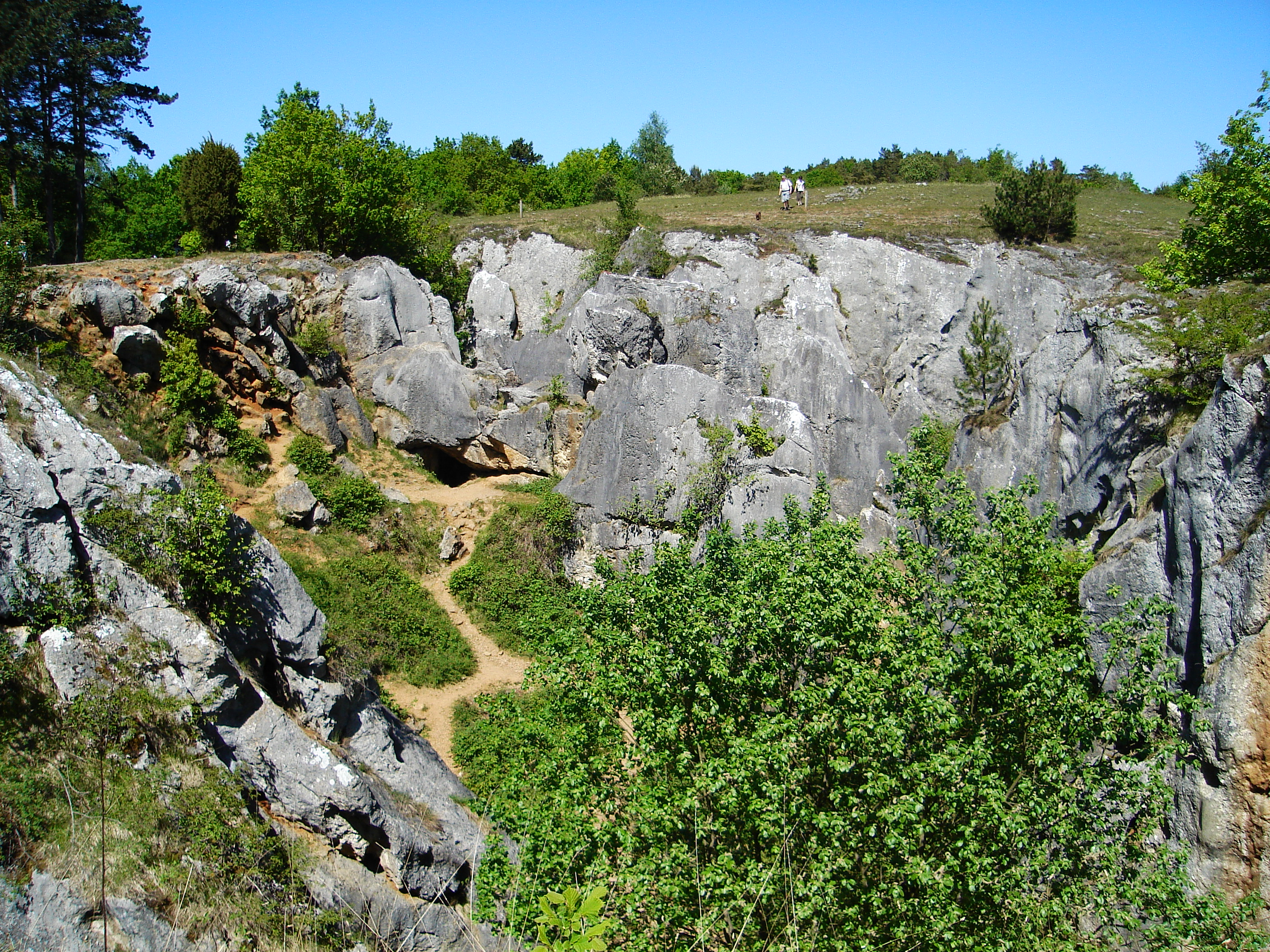
Fondry des Chiens

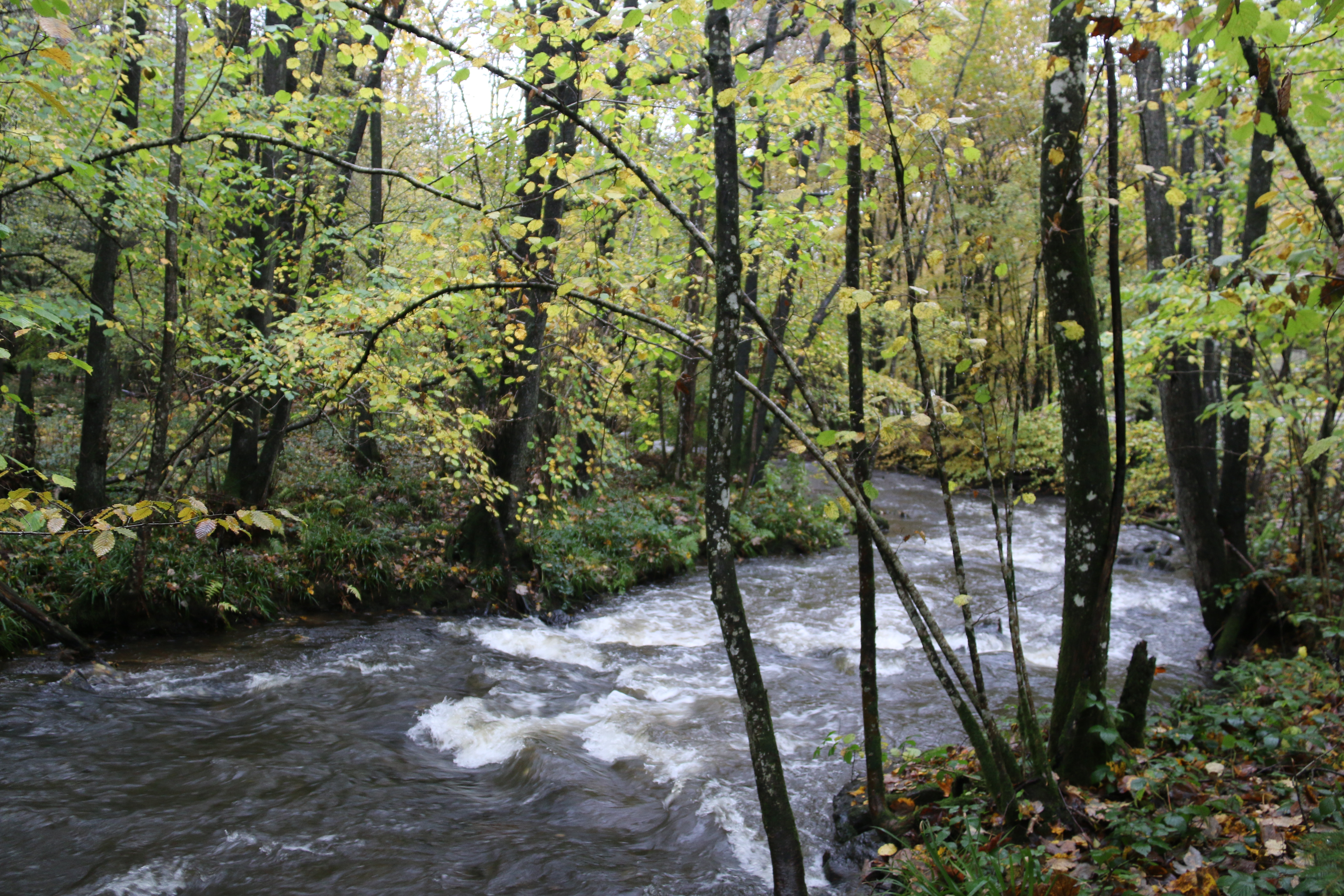
Ruisseau de la Forge du Prince, Nationaal park L'Entre-Sambre-et-Meuse

Het Woud van Chimay (Frans: Forêt du Pays de Chimay) is een van de grotere bosmassieven van de Belgische Ardennen. Sinds 2022 maakt het deel uit van Nationaal Park L'Entre-Sambre-et-Meuse.
Het bosgebied ligt in de Belgische provincies Namen en Henegouwen in de gemeentes Doische, Viroinval, Couvin, Philippeville, Sivry-Rance, Momignies, Chimay en Froidchapelle. Een deel van het bosmassief ligt in het natuurpark Viroin-Hermeton. Bekende plekken zijn de Fondry des Chiens, het Meer van Virelles en de Bunker van Brûly-de-Pesche. 
Verschillende delen van het woud zijn Europees beschermd als Natura 2000-gebied (onder andere Bois Massart et forêts de Sivry-Rance (BE32034), Massifs forestiers entre Momignies et Chimay (BE32037), Vallée de l'Eau Blanche à Virelles (BE32036), Bois de Bourlers et de Baileux (BE32038), Vallées de l'Oise et de la Wartoise (BE32039), Haute Vallée de l'Eau Noire, Massif forestier de Cerfontaine (BE35026)). Door het gebied loopt de 178 km lange bewegwijzerde GR-route La Grande Traversée de la Forêt du Pays de Chimay.

## Fauna en flora
Het woud van Chimay bestaat vooral uit loofwoud (hoofdzakelijk beuk). In het woud van Chimay komen dieren voor als de ree, everzwijn, vos en de zwarte specht.